# Museo ABC
El Museo ABC también conocido como Museo ABC del dibujo y la ilustración de Madrid (España), alberga una colección privada de dibujos e ilustraciones, la Colección ABC, y su función es conservar y divulgar los fondos de la misma, así como dar a conocer y revalorizar el dibujo y la ilustración a partir de exposiciones, actividades y actos. Está administrado por la Fundación Colección ABC y fue inaugurado en noviembre de 2010. Tras el cierre temporal debido a la pandemia del COVID19, el museo ha reabierto sus puertas ocupando un espacio menor en el edificio, que ahora comparte con el Centro Cultural Clara del Rey, perteneciente al Ayuntamiento de Madrid.

## Historia
La sede del Museo ABC de Dibujo e Ilustración se encuentra en la calle de Amaniel 29-31, cerca  del Centro Conde Duque, en un edificio que en su día, 1891, sirvió para albergar la primera fábrica de Cervezas Mahou en la capital de España. 

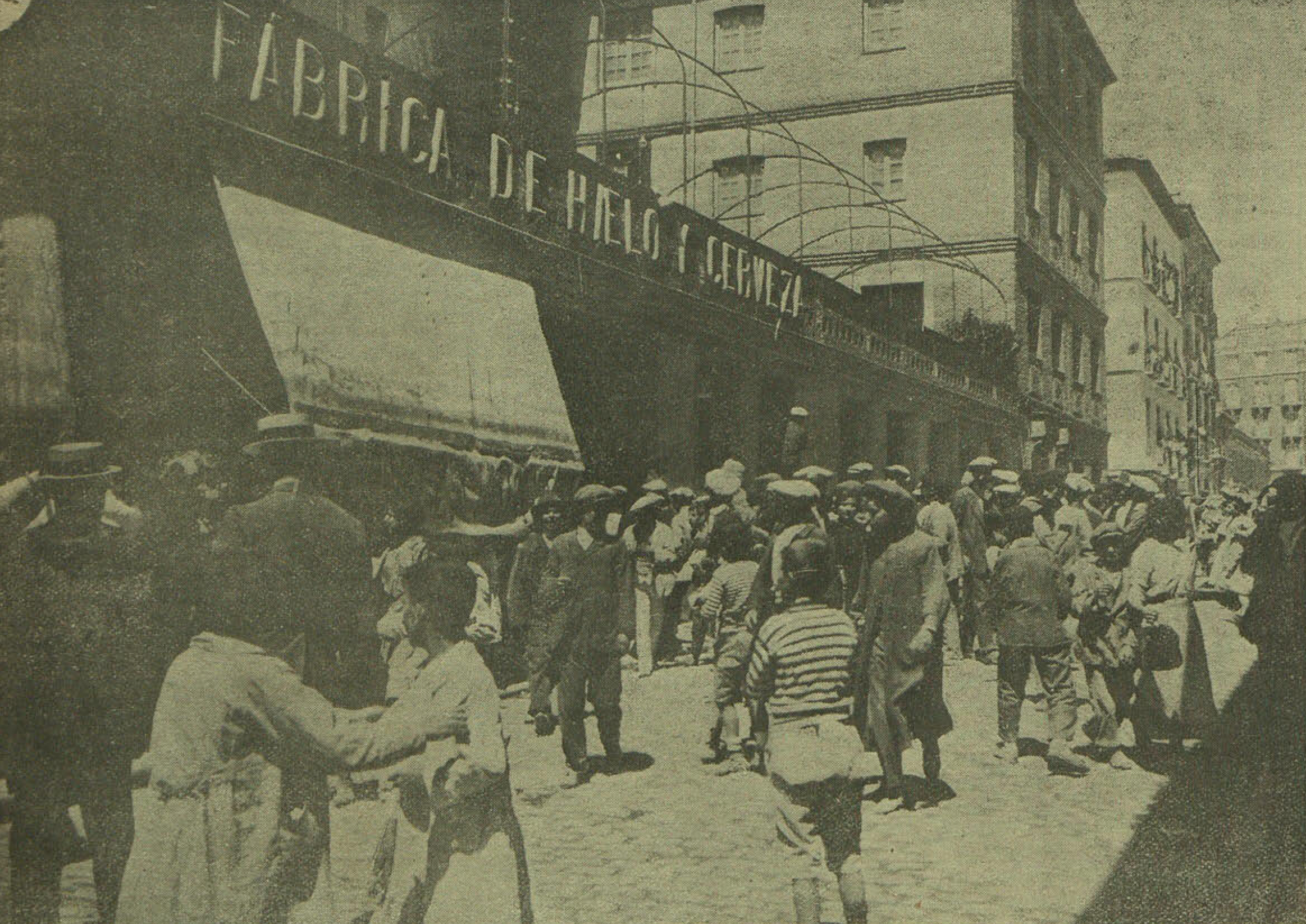
Vista del edificio, cuando era la fábrica de hielo y cerveza de Mahou, durante la huelga de 1917.

El edificio original es obra de los arquitectos Francisco Andrés Octavio y José López Sallaberry, este último intensa y extensamente ligado al desarrollo del nuevo urbanismo madrileño en los primeros años del siglo XX. Sallaberry fue el responsable del traslado de La Cibeles al lugar en el que hoy se encuentra, fue igualmente uno de los artífices de la Gran Vía, así como el creador del edificio del Casino y la fachada del edificio que ABC y Blanco y Negro ocuparon durante décadas en la calle de Serrano. 
Para adaptar este espacio a las necesidades del nuevo centro artístico, la Fundación Colección ABC contó con el estudio de arquitectos Aranguren & Gallegos, que llevó a cabo un proyecto de rehabilitación.

## Características
El edificio cuenta con una superficie de más de 3800 m² para el desarrollo de sus actividades, distribuidas en seis plantas, dos de ellas subterráneas. 
Dispone de dos amplias salas de exposiciones, espacios multifuncionales dedicados a aulas, una planta destinada a trabajos de gestión, el Archivo de la Colección ABC, un laboratorio de restauración, almacenes, una sala de cristal y un auditorio.

## Arquitectura y estructura

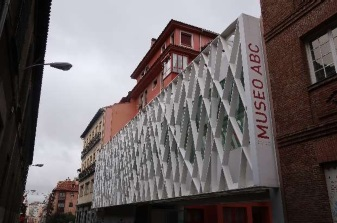
Cercha metálica vista desde la calle

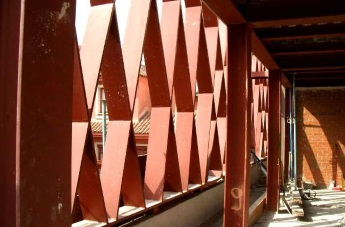
Estructura metálica cubierta en construcción.

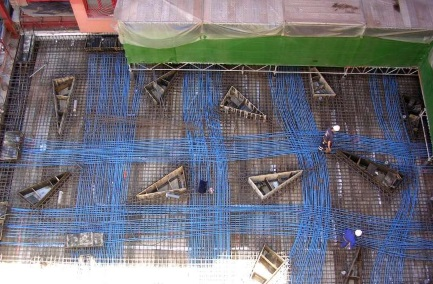
Losa postersada techo de sala de exposiciones y suelo de patio interior.

Desde un punto de vista arquitectónico cabe destacar la remodelación del edificio llevada a cabo por el estudio de arquitectos Aranguren & Gallegos e inaugurada en 2010. 
El nuevo museo se estructura en torno a un patio interior que hace las veces de atrio. En dicho patio interior, se ubican los elementos más significativos del proyecto, que pretenden dotarle de carácter emblemático y convertirlo en un lugar de interés público.
Por un lado, el atrio se cierra visualmente al exterior mediante una estructura metálica tridimensional que, a modo de dintel, conforma el acceso al museo, conteniendo el espacio de la cafetería en su interior. Esta estructura horizontal con marcado carácter traslúcido, se diseñó con el fin de ser un polo de atracción que invita al visitante a entrar en el museo. A su vez, cabe destacar que el diseño arquitectónico de esta pasarela metálica, compuesta por barras y chapones de acero de hasta 30 mm de espesor, se vio sustancialmente condicionado por razones de optimización estructural. La posición de estas barras y chapones de acero fue variando a lo largo del proyecto de ejecución en función de sus longitudes de pandeo, factor estructural principal en estructuras con un comportamiento a compresión predominante. Esta pasarela se compone de celosías horizontales y verticales que pretenden confundirse con el diseño del cerramiento del edificio. Como consecuencia de su diseño, tanto desde el punto de vista estructural como arquitectónico, la pasarela metálica se ha convertido en uno de los elementos principales del edificio, resaltando la fachada de entrada al mismo. 
Por otro lado, el nuevo museo se concibe como un espacio escenográfico en el que tanto la fachada interior de la antigua fábrica como el suelo horizontal del patio constituyen el telón de fondo. Ambos elementos, perforados por huecos triangulares mediante los cuales iluminan de manera natural los espacios que contienen, suponen elementos diferenciadores del proyecto dándole un carácter icónico al conjunto. Para la ejecución del elemento vertical, se desmontó la fachada existente, para conformar una nueva con una disposición geométrica similar a la del patio interior. Para la realización de la nueva fachada se optó por la colocación de una estructura auxiliar de bastidores de acero galvanizado que conforman la nueva geometría con forma de diedro espacial perforado mediante huecos triangulares. 
Bajo el patio interior está situado otra de las estancias importantes del proyecto, la sala de exposiciones. Se trata de un espacio a doble altura bañado por la luz natural cenital que dejan pasar los huecos triangulares característicos del proyecto, perforaciones, que como se aclara previamente, rompen el suelo del patio interior y conforman el techo de dicha sala de exposiciones. Este recinto fue diseñado en un antiguo archivo de tres sótanos, conformado mediante una estructura de vigas metálicas y forjado unidireccional con viguetas de hormigón apoyada sobre pilares metálicos dispuestos ortogonalmente con luces de entre 4 y 5 m. Con motivo de realizar un espacio emblemático del proyecto dotándolo de doble altura, el estudio de arquitectura optó por rehabilitar esta zona demoliendo los forjados de la planta baja y el primer sótano y ejecutando una losa postesada de 14 m de luz para cubrirlo. Es significativo el hecho de que las armaduras de postersado de la losa se colocan de tal manera que no interfieran con los huecos triangulares anteriormente mencionados que perforan dicha losa y que hacen de lucernarios de la sala de exposiciones. 
Por último, el museo ABC se compone de otro elemento destacable, la cubierta de la antigua fábrica, espacio que no sólo tiene una función técnica, como lugar de acogida de maquinaria e instalaciones del complejo, sino que pretende ser un espacio de lectura sobre la ciudad y un referente dentro del entramado urbano que conforma la misma. La solución estructural de dicho espacio consiste en una estructura metálica tridimensional formada por barras y chapas de acero, solución que es, en apariencia y desde un punto de vista constructivo, similar a la de la pasarela metálica de la entrada del edificio. 
En resumen, el Museo ABC supone un paradigma arquitectónico dentro del entramado de la ciudad de Madrid, en gran parte porque es un ejemplo de una adecuada rehabilitación de un edificio histórico, siempre planteado desde un punto de vista en el que la estructura es un elemento que condiciona, y se moldea a su vez, a los parámetros de diseño que componen el proyecto.

## Colecciones

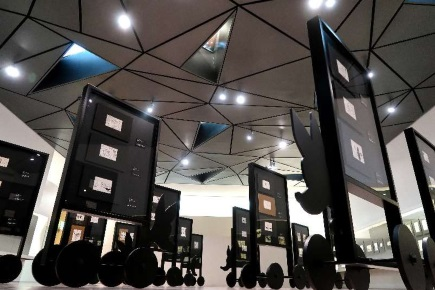
Interior de la sala de exposiciones. Lucernarios triangulares.

El Archivo de la Colección ABC fue iniciada en 1891 y recoge dibujos e ilustraciones desde esa fecha hasta nuestros días. Fueron obras publicadas en primero en al revista Blanco y Negro, y luego también en el Diario ABC y los suplementos que se fueron creando por Prensa Española. 
La Colección ABC es un legado único que recoge un siglo de arte gráfico que se ha nutrido con la obra de 1500 artistas de todos los estilos, técnicas y tendencias del dibujo y de la ilustración que consta de cerca de más de 150.000 obras, en el que también tienen cabida autores y técnicas contemporáneas.

## Exposiciones
Las exposiciones que se han realizado en el Museo ABC pueden consultarse en su página web www.museoabc.es. Algunas de ellas han sido: 

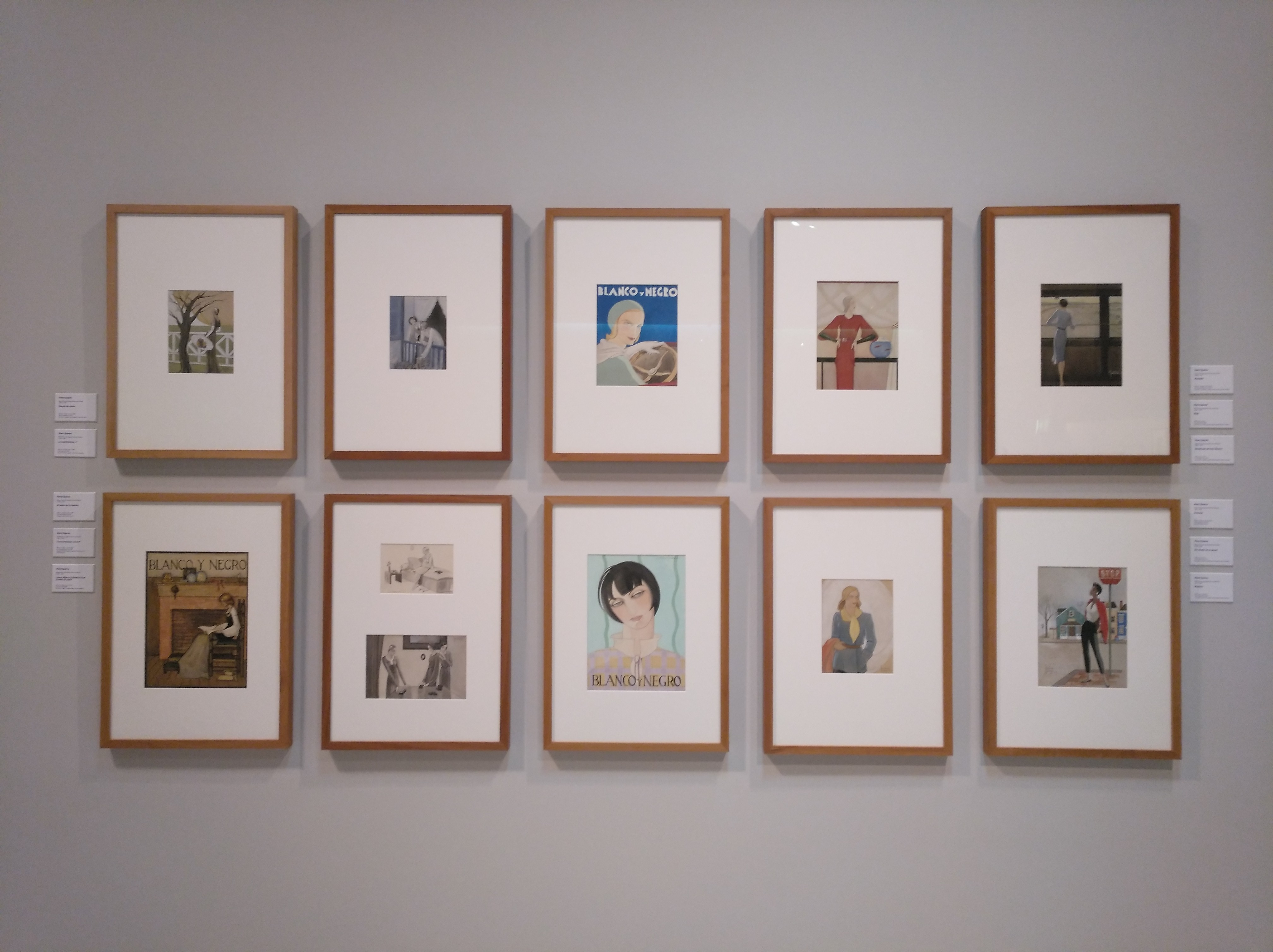
Exposición Dibujantas, pioneras de la ilustración.

- El efecto iceberg. Dibujo e ilustración españoles entre dos fin de siglo (16 de noviembre de 2010 - 13 de marzo de 2011)
- Dibujantas. Pioneras de la ilustración, las grandes ilustradoras españolas del siglo XX (2019). Se trata de mostrar un recorrido desde los comienzos del siglo XX con las artista que ilustraron revistas de divulgación, como Blanco y Negro, ABC, Arte y Letras o La Ilustración Española y Americana. Algunas de las representadas son Ángeles Torner Cervera (A.T.C.), Piti Bartolozzi, Viera Sparza, Marga Gil Roësset, Maruja Mallo, Rosario de Velasco, María de los Ángeles López Roberts, Madame Gironella, Maroussia Valero, Ceferina de Luque, Petra Amorós Domaica, Victorina Durán, Delhi Tejero, Ana Muñoz, Isabel Uceda, Mar Ferrero, María Rosa Bendala, Amparo Brime, Cecilia Hijón, Xelia , María Antonia Dans y Purificación Searle.[5][6][7]

- Cambio de luces. Ilustración española de los 70 ( 9 de octubre de 2015 - 28 de febrero de 2016).[8]
- Superhéroes con Ñ. Los dibujantes españoles que triunfan en EE.UU (11 de marzo - 12 de junio de 2016)
- Sileno. Tambores en la batalla. Crónica ilustrada de la I Guerra Mundial (3 de julio - 29 de noviembre de 2016)
- Rébecca Dautremer. Una Biblia, originales y bocetos realizados por la artista para una Biblia (hasta el 25 de octubre de 2015).[8]
- Ana Juan. Dibujando al otro lado (16 de marzo - 18 de junio de 2017)
- La guerra civil. Fernando Vicente / Arturo Pérez-Reverte, con 32  originales que el ilustrador madrileño ha realizado para el libro de Pérez-Reverte ( hasta el 8 de diciembre de 2015).[4]

### Dibujos y grabados
En su constante reivindicación del dibujo como arte mayor el Museo ABC, acoge un valioso conjunto de dibujos, que realizan un recorrido inigualable en la historia de la ilustración española.
Se trata de un conjunto de obras de artistas que modificaron el rumbo general del dibujo español a lo largo de distintas épocas, plasmando en sus papeles la historia y los eventos que estaban ocurriendo en España y en el mundo. Entre sus autores se incluyen a: Narciso Méndez Bringa, Ángel Díaz Huertas, Mariano Pedrero, Cecilio Plá, Francisco Sancha, Enrique Climent, Emilio Ferrer, Ángeles Torner Cervera (a. t. c.), Mecachis, Maruja Mallo, Delhi Tejero, Antonio Mingote, Juan Gris, Salvador Bartolozzi... entre muchos otros

Algunas de las obras de los fondos del museo.'
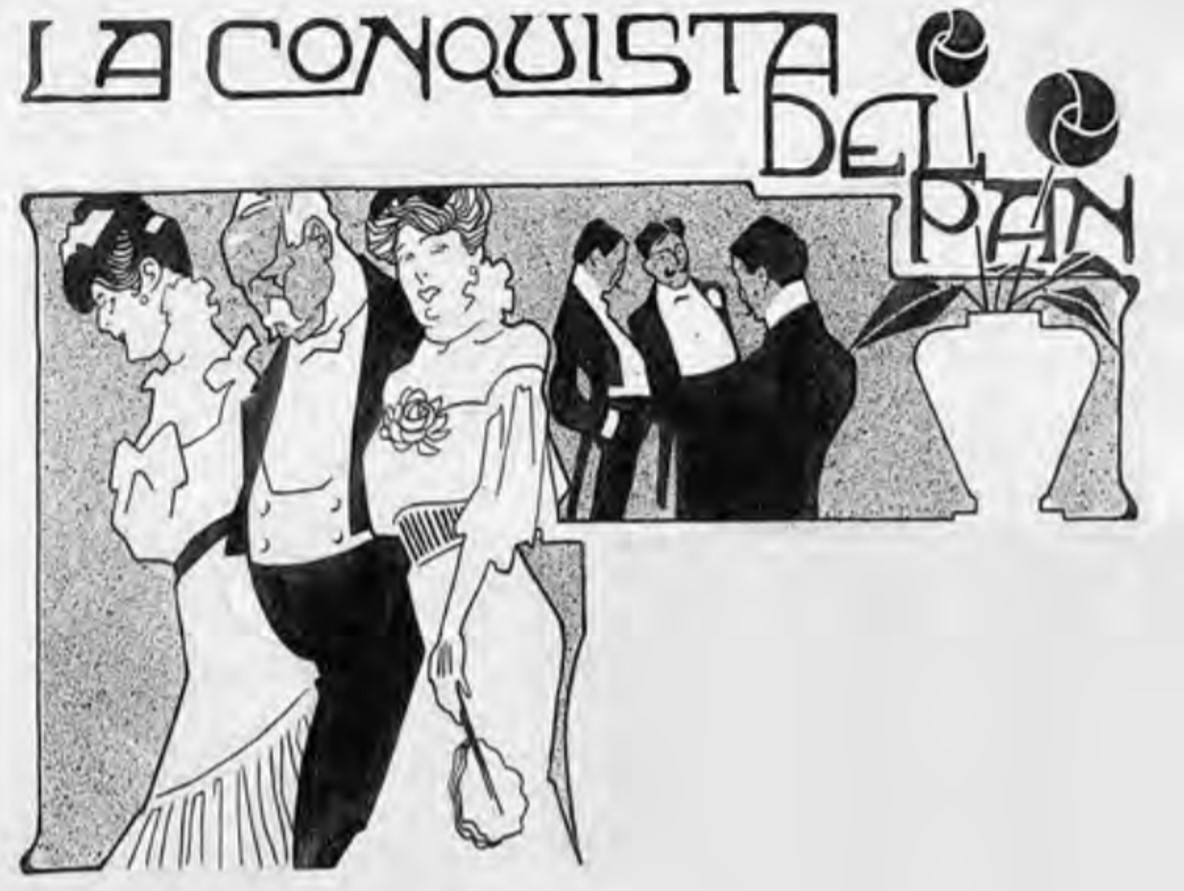
Juan Gris "La conquista del pan" en la revista "Blanco y Negro" (1906).
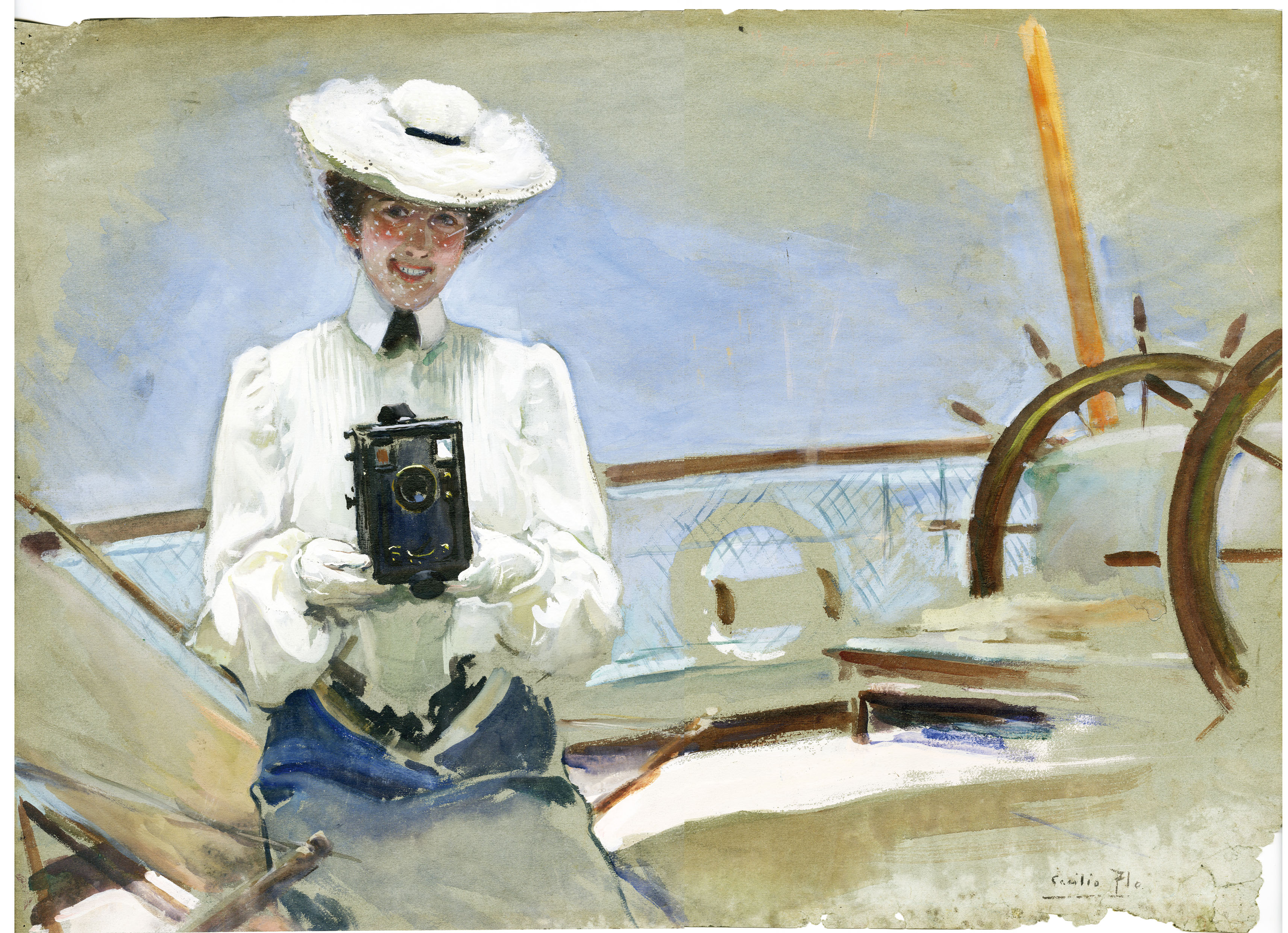
Cecilio Plá "Fotógrafa" (1903)
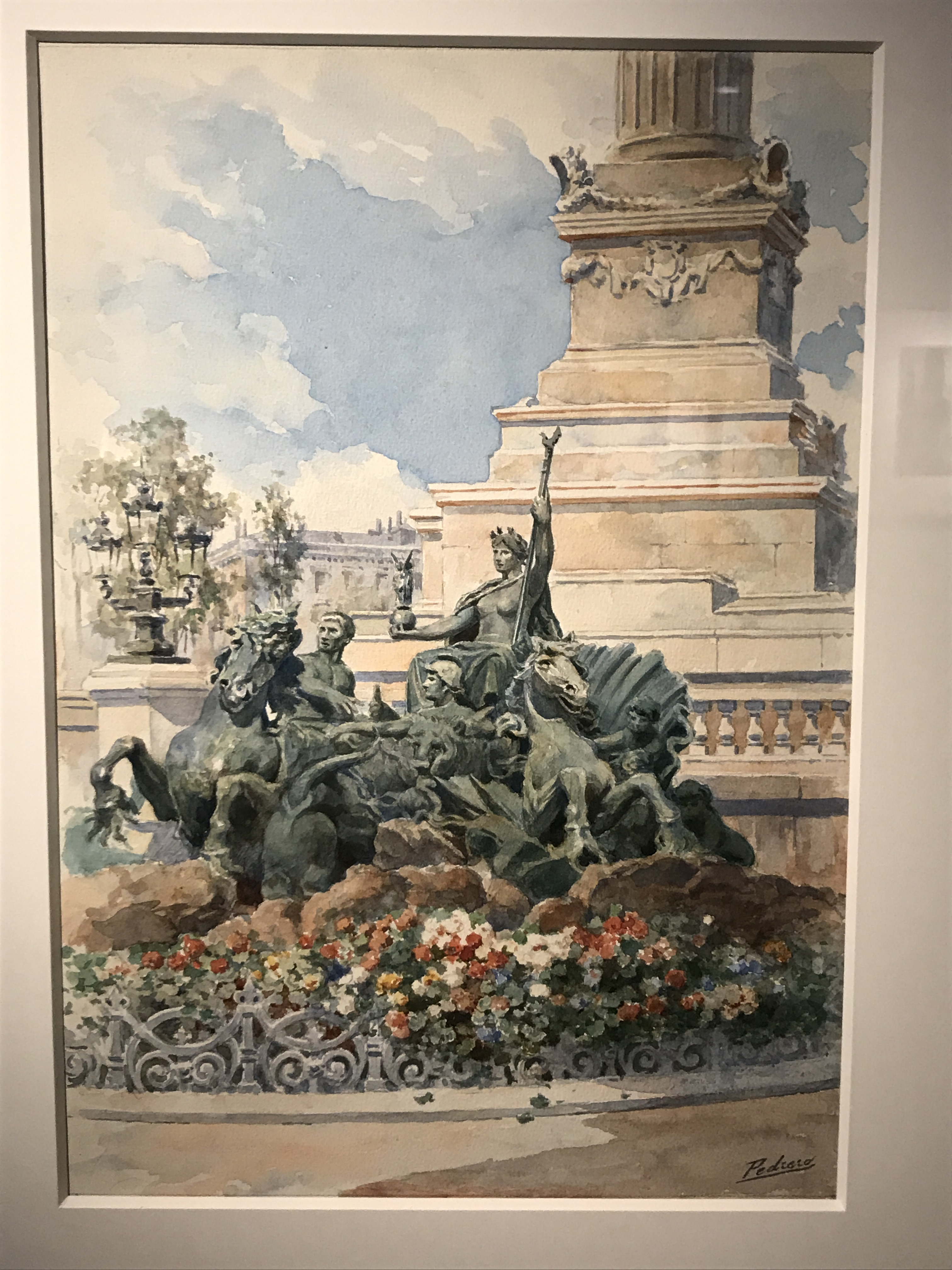
Mariano Pedrero "El Arte en Burdeos", acuarela (1915).
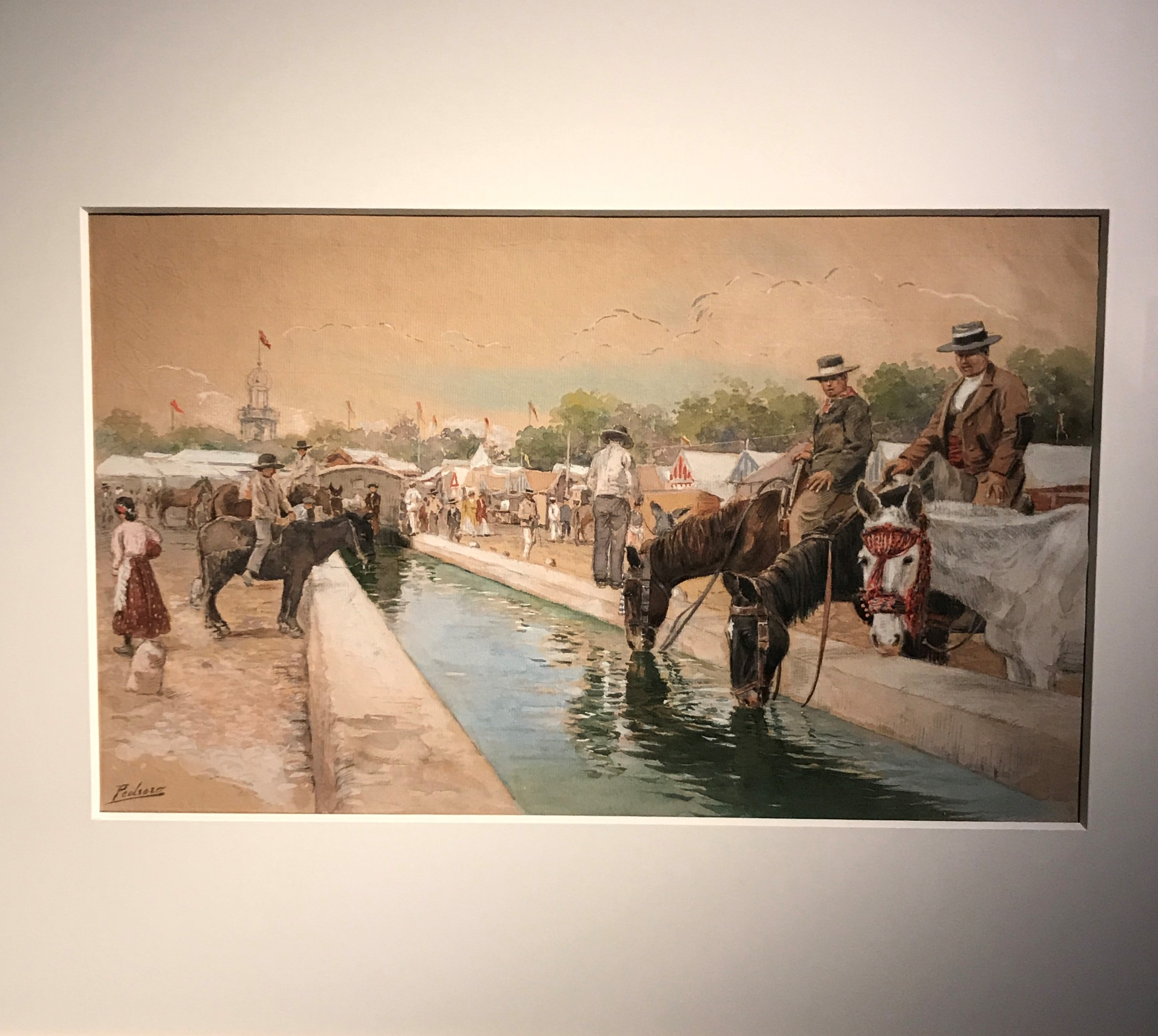
Mariano Pedrero, "El Abrevadero", acuarela (1917).
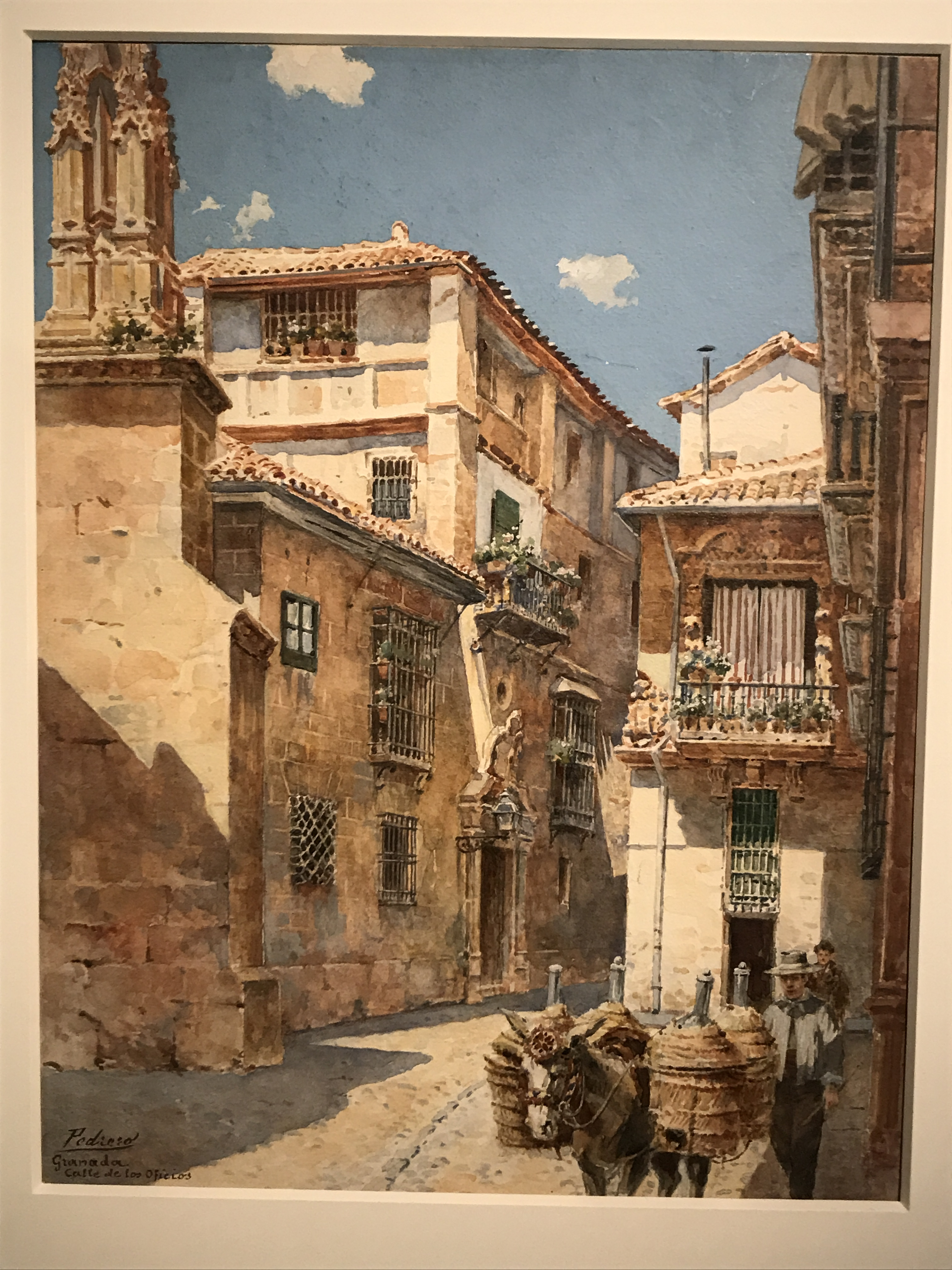
Mariano Pedrero, "Granada, calle de los oficios", acuarela, en la revista "Blanco y negro" (1913).
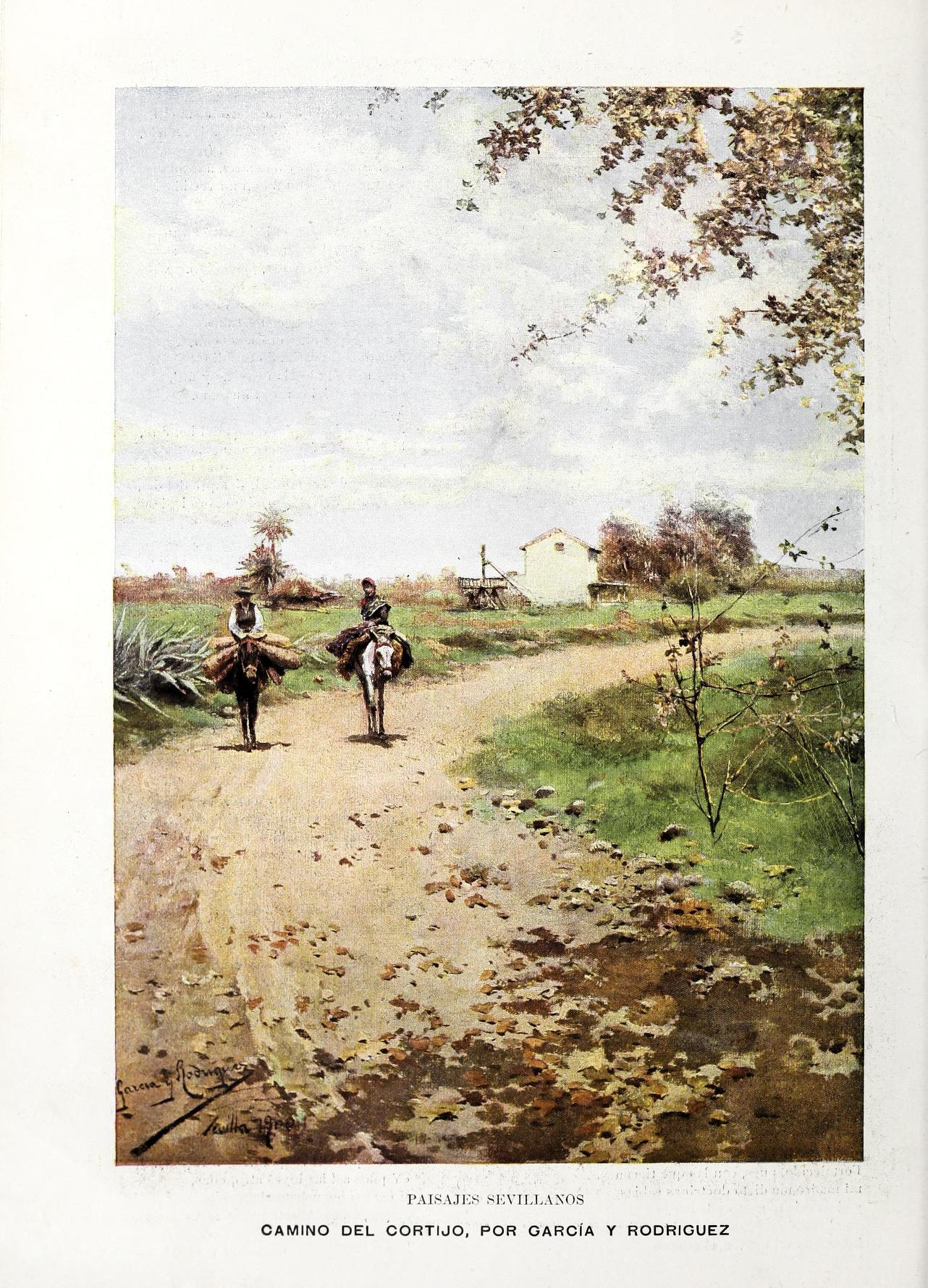
Manuel García y Rodríguez, "Camino del cortijo", (1901)
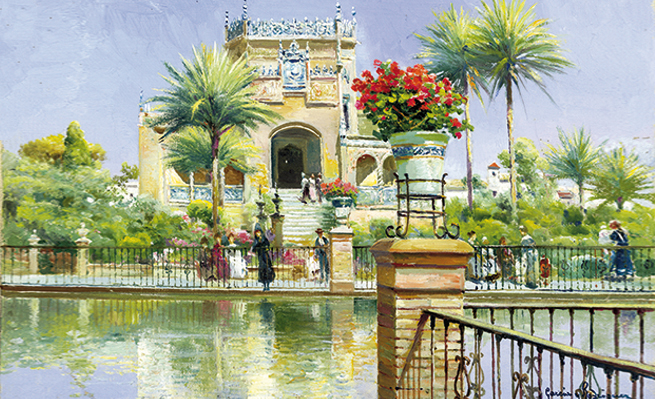
Manuel García y Rodríguez, "Un interesante rincón del parque de Sevilla", (1921).